# 颧弓
顴弓是合弓纲脊椎動物的面部两侧的一種拱桥形骨骼特征，在外耳道前方向前延伸到面部侧前。颞弓由颧骨的颞突和颞骨的颧突联合构成，与颧骨和颞骨主体之间形成的空隙就是颞颥孔，颞肌穿过其中。颧弓的弓度决定了面部的宽度，弓度越大越向外侧突出，面部越宽。颧弓的弓度因种族差异而明显不同，东方民族颧弓弓度较大，而西方阿利安人種則较小。